# Band of Horses
Band of Horses é uma banda de indie/alternative rock fundada em Seattle, nos Estados Unidos. Obtiveram um certo sucesso com seus trabalhos. A canção "The Funeral", do álbum Everything All the Time, figurou na trilha sonora do jogo eletrônico Skate, dos filmes O Padrasto , 127 Horas , Por Amor e Honra , Battleship - Batalha dos Mares, Em nome de... e dos seriados Mentes Criminosas (Criminal Minds)  episódio número 15 "Revelations" da segunda temporada , How I Met Your Mother, no primeiro episódio da 8 temporada (Farhampton) em 2012,em My Life as Liz, produção da MTV Americana, além da série Chuck, e a canção Life on Earth fez parte da trilha sonora da saga twilight( Eclipse).

## Discografia

### Álbuns de estúdio
- Everything All the Time (2006)
- Cease to Begin (2007)
- Infinite Arms (2010)
- Mirage Rock (2012)
- Why Are You Ok (2016)
- Things Are Great (2022)

### EP
- Tour EP (2005)

### Singles
- "The Funeral" (Maio de 2006, single de rádio e video clipe; 21 de maio de 2007 em vinil (RU apenas))
  - b/w: "The End's Not Near"
- "The Great Salt Lake" (Agosto de 2006, single de rádio e video clipe)
- "Is There a Ghost" (28 de agosto de 2007, single digital e video clipe) #34 Billboard Modern Rock Tracks
- "Cigarettes, Wedding Bands" (Fez parte da trilha sonora do Jogo Eletrónico Guitar Hero 5)
- "No One's Gonna Love You" (25 de fevereiro de 2008 em vinil (Ru apenas))
  - b/w: "Am I a Good Man"
- "For Annabelle"

### No Brasil
- No dia 7 de abril de 2012 participaram do festival Lollapalooza no Jockey Club em São Paulo. Esta foi a primeira apresentação da banda no Brasil.